# NGC 1375
NGC 1375 je galaksija u zviježđu Kemijska peć.

## Vanjske poveznice
- SEDS: NGC 1375